# Halálom napja
A Halálom napja (eredeti cím: Death of Me) 2020-ban bemutatott amerikai horror-thriller, melyet Darren Lynn Bousman rendezett. A forgatókönyvírók Arli Margolis, James Morley III és David Tish. A főszerepben Maggie Q, Luke Hemsworth és Alex Essoe láthatóak.
2020. október 2-án mutatta be a Saban Films. Magyarországon DVD-n jelent meg szinkronizálva.

## Cselekmény
Christine (Maggie Q) és Neil Oliver (Luke Hemsworth) Thaiföld egyik partjánál fekvő szigeten vakációzik. Másnaposan ébrednek, és nem emlékeznek az előző éjszakára. Felvételeket találnak Neil kameráján, és szörnyülködve nézik, ahogy Neil meggyilkolja Christine-t. Huszonnégy órájuk van a következő kompig és a szigetet fenyegető tájfunig. Christine és Neil megpróbálja rekonstruálni az éjszakai eseményeit – azonban rejtélyek, fekete mágia és gyilkosságok hálójában találják magukat.

## Szereplők
| Szerep               | Színész                  | Magyar hang        |
| -------------------- | ------------------------ | ------------------ |
| Christine            | Maggie Q                 | Létay Dóra         |
| Neil Oliver          | Luke Hemsworth           | Schmied Zoltán     |
| Samantha             | Alex Essoe               | Törőcsik Franciska |
| Madee                | Kat Ingkarat             | Sánta Annamária    |
| Kanda                | Kelly B. Jones           | Bogdányi Titanilla |
| Dr. Anuman           | Chatchawai Kamonsakpitak | Katona Zoltán      |
| Kriang Krai százados | Tanapath Singamrath      | Jantyik Csaba      |

## A film készítése
2018 júliusában bejelentették, hogy Maggie Q és Luke Hemsworth csatlakozott a film szereplőihez, Darren Lynn Bousman a rendező, Arli Margolis, James Morley III és David Tish pedig a forgatókönyvíró lett. 2018 augusztusában Alex Essoe csatlakozott a stábhoz.

## Megjelenés
2019 augusztusában a Saban Films megszerezte a film terjesztési jogait. A projekt 2020. október 2-án jelent meg.